# Doraemon i els pirates dels mars del sud
Doraemon i els pirates dels mars del sud és una pel·lícula dirigida per Tsutomu Shibayama i es va estrenar al Japó el 1998. La productora Luk Internacional S.A va editar-lo amb un DVD.

## Sinopsi
La recerca de documentació sobre el mar per a un treball de l'escola farà que la porta màgica d'en Doraemon traslladi en Nobita, la Shizuka, en Gegant i en Suneo a alta mar. Aquesta vegada, els cinc amics pugen a un immens i peculiar vaixell amb la finalitat de conèixer de prop els misteris del mar i de trobar grans tresors. El que ningú imagina és que una distorsió en la línia de l'espaitemps els durà al segle XVII, enmig d'una gran tempesta que els fa naufragar i on Doraemon perd la seva butxaca màgica. No tenen temps a perdre i han de trobar la manera de sortir de l'embolic.